# Янкари (парк)
Янкари — заповедник, бывший национальный парк, расположенный в штате Баучи, на северо-востоке Нигерии. Занимает площадь около 2 244 км², на территории парка находятся несколько природных термальных источников и богатое разнообразие флоры и фауны. Благодаря своему расположению в самом центре западноафриканской саванны парк предоставляет туристам и отдыхающим уникальную возможность понаблюдать за дикой природой в естественной среде обитания. Янкари был создан как заповедник в 1956 году, а в 1991 году он стал крупнейшим национальным парком Нигерии. Является самым популярным туристическим объектом в Нигерии и, как таковой, играет важную роль в развитии и продвижении туризма и экотуризма в Нигерии. Одно из самых популярных экологических мест в Западной Африке.

## История
Равнинная местность и деревни, окружающие Янкари, заселены фермерами и пастухами, но на территории парка уже более века не было никаких поселений людей. Однако в парке есть свидетельства более раннего проживания людей, включая места древней выплавки железа и сеть пещер. Печи были повреждены многовековым воздействием стихии, хотя к концу 1990-х годов в районе Делимири и Ампары сохранилось более пятидесяти печей.
В 1934 году Северный региональный комитет представил Исполнительному совету рекомендацию о создании экспериментального заповедника в эмирате Баучи. Эту идею поддержал Альхаджи Мухаммаду Нгелерума, министр бывшего Министерства сельского хозяйства и природных ресурсов Северной Нигерии. Примерно в это время он был впечетлён посещением суданского заповедника во время поездки в Восточную Африку. По возвращении он посоветовал создать нечто подобное в Нигерии.
В 1956 году правительство Северной Нигерии одобрило планы по созданию заповедника для диких животных. Янкари был выбран как регион на юге тогдашней провинции Баучи, где большое количество диких животных обитало в естественной среде и могло быть защищено. В 1957 году была выделена заповедная зона, а территория была преобразована в Bauchi Native Authority Forest Reserve.
Янкари был впервые открыт для посетителей в качестве заповедника 1 декабря 1962 года. С тех пор заповедником Янкари управляло правительство Северо-Восточного штата, а затем правительство штата Баучи. В настоящее время парк находится под управлением федерального правительства Нигерии через Службу национальных парков.
В 1991 году он официально стал национальным парком. В конце 1990-х годов руководство парка начало проект по сохранению археологических памятников на территории парка с целью развития туризма. В 2006 году Янкари потерял статус национального парка по просьбе правительства штата Баучи.

## Экотуризм
Экотуризм в настоящее время поддерживается многими глобальными природоохранными организациями и агентствами по оказанию помощи как средство устойчивого развития.
В 2000 году заповедник Янкари принял более 20 000 туристов из более чем 100 стран мира. Это делает его самым популярным туристическим направлением в Нигерии, и при правильном управлении он может стать важной частью развития и продвижения туризма во всей Нигерии. Это одна из немногих оставшихся территорий в Западной Африке, где дикие животные охраняются в своей естественной среде обитания.
Туристическим центром парка является Лагерь Викки, где есть жилье, рестораны, магазины, конференц-центры и т.д. Здесь также находится музей Янкари, открытый в 1985 году. Среди экспонатов — охотничьи трофеи, такие как шкуры и рога животных, а также таксидермия и охотничье снаряжение, конфискованное у браконьеров. В семи километрах к северо-востоку от Лагеря Викки находятся пещеры Маршалла, названные в честь П.Дж. Маршалла, который обнаружил их в 1980 году. Они состоят из 59 соединенных между собой жилых пещер, в которых, как считается, укрывались люди во времена работорговли. Они были вырыты в песчанике и содержат наскальные рисунки и гравировки. Пещеры имеют средний диаметр 2,5 метра и высоту 1,5 метра. Круглые входы в пещеры имеют ширину около полуметра. Многие пещеры соединены между собой. Кроме того, историческим местом являются колодцы Дуккея, состоящие из 139 колодцев, соединенных под землей. Работорговцы отдыхали здесь на пути из Дугури в Пали, чтобы запастись водой. В заповеднике Янкари также находится исторический железоплавильный завод Шау-Шау, состоящий из почти 60 шахтных печей. Это был один из крупнейших промышленных объектов своего времени в Западной Африке.

## География
Заповедник Янкари находится в южной части Суданской саванны. Состоит из саванновых пастбищ с хорошо развитыми участками леса. Также имеется холмистая местность, в основном высотой от 200 до 400 метров. Самая высокая точка — холм Карийо — находится на высоте 640 метров.
Годовое количество осадков в парке составляет от 900 мм до 1 000 мм. Сезон дождей длится с мая по сентябрь. Температура колеблется между 18 °C и 35 °C. В сухой сезон со стороны Сахары дует ветер харматтан, который часто приносит пыльное небо и ночные температуры опускаются до 12 °C. Самый жаркий период приходится на март и апрель, когда температура днем может подниматься выше 40 °C.
В сухой сезон выживание крупных животных в парке зависит от реки Гаджи и её притоков. Эта река является единственным водоразделом и делит парк на две части. Маршалл оценил площадь долины реки Гаджи, используемую слонами в сухой сезон, примерно в 40 км², что увеличивает шансы увидеть слонов в это время года.
Главный вход в парк находится в деревне Майнамаджи, примерно в 29 км от Диндимы. Парк расположен на территории районов Дугури, Пали и Гвана в районе местного управления Алкалери, штат Баучи. Население этого района составляет 208 202 человека, общая площадь территории — 7 457,78 км².

## Геология
Весь парк расположен на формации Карай-Караи третичного периода, которая состоит из песчаника, алевролитов, каолинитов и зернистых пород. Под ней находится формация Гомбе мелового периода, состоящая из песчаников, алевролитов и железистых камней. Долины рек Гаджи, Яши и Юли заполнены аллювием более позднего периода. В долине рек Гаджи-Яши и Юли встречаются песчаные займища и глинистые почвы речного аллювия. К востоку от долины Гаджи находится полоса шириной 5-7 км очень бедных песчаных почв, которые поддерживают формирование кустарниковой саванны.

## Флора и фауна

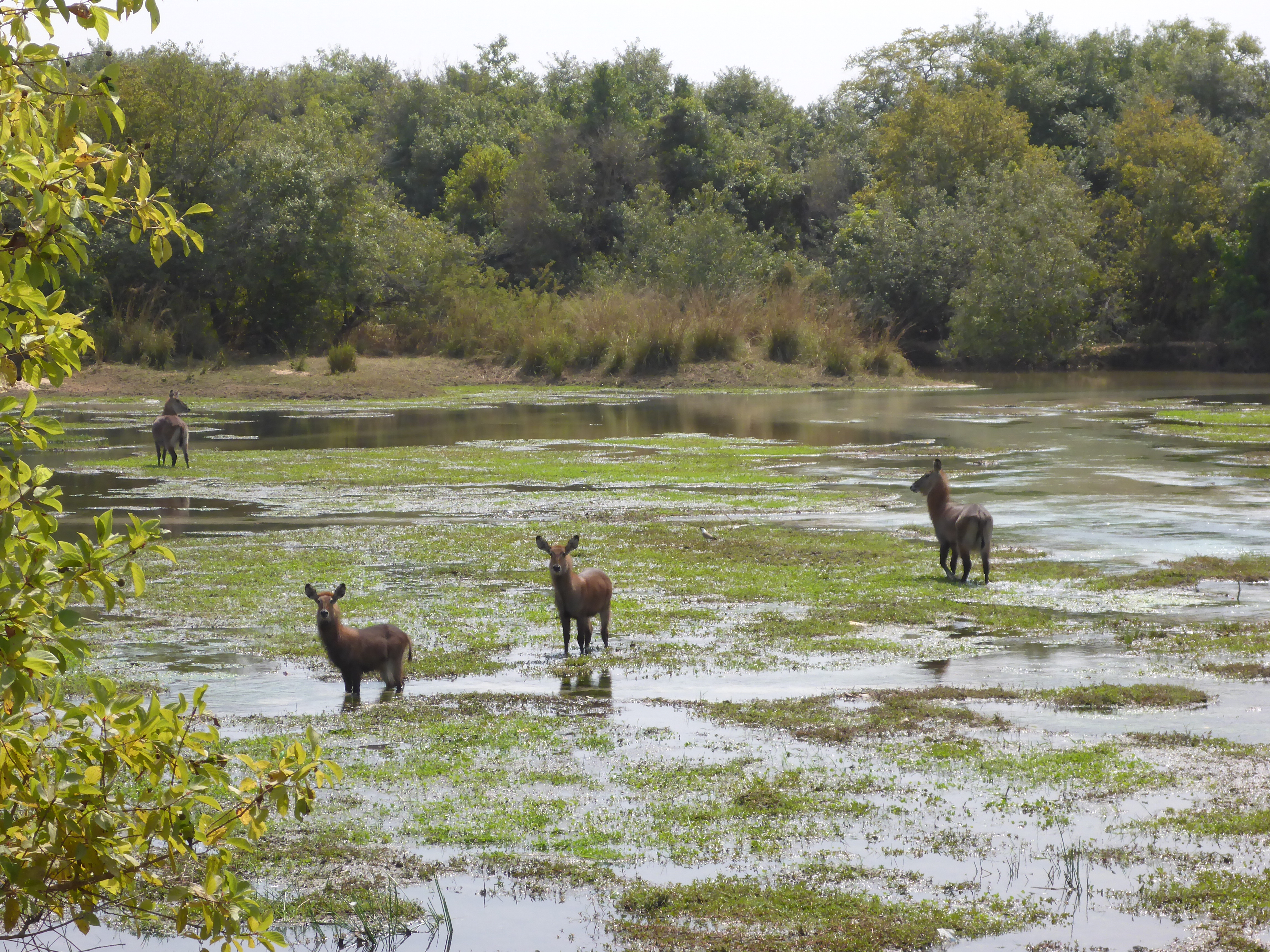
Kobus ellipsiprymnus — заповедник Янкари

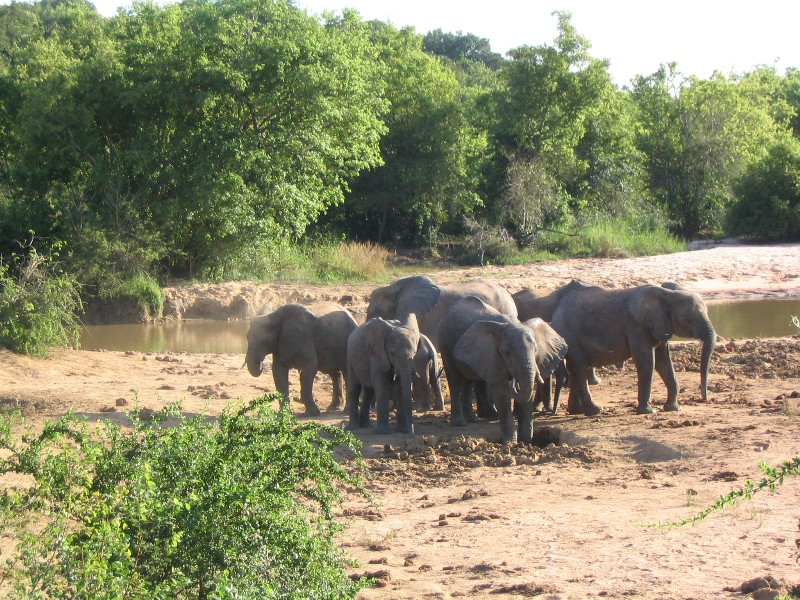
Слоны в Парке Янкари

Заповедник Янкари является важным убежищем для более чем 50 видов млекопитающих, включая саванного слона, павиана анубис, мартышку гусар, танталусскую мартышку, лошадиную антилопу, конгони, сенегальского льва, африканского буйвола, обыкновенного водяного козла, бушбака и бегемота. Популяция львов находится на грани исчезновения. В 2011 году в парке осталось всего 2 льва. Леопард долгое время считался вымершим в парке, но в апреле 2017 года один взрослый самец был пойман на камеру-ловушку.
В парке обитает более 350 видов птиц. Из них 130 видов являются местными жителями, 50 — перелётные виды из Палеарктики, а остальные — внутриафриканскими мигрантами, которые перемещаются по территории Нигерии. К таким птицам относятся седлоклювый ябиру, обыкновенная цесарка, африканский серый токо и египетская цапля. В последние годы в Янкари не встречались африканские грифы, находящиеся под угрозой исчезновения, и вид, вероятно, исчез из заповедника. Изредка зимует чёрный аист, а седлоклювый ябиру — обитает постоянно.
Янкари признан одним из крупнейших в Западной Африке заповедником, где обитает более 300 слонов, по оценкам 2005 года. Рост популяции слонов иногда становится проблемой для окрестных деревень, поскольку животные проникают на местные фермы во время сезона дождей. Слоны также лишили парк многих баобабов.
С 2005 года заповедник вместе с Национальным парком Каинджи считается заповедником львов.
Растительность делится на тугайные леса и сухие саванны.